# دار المال الإسلامي
دار المال الإسلامي، التي تأسست في سويسرا في عام 1981، هي مؤسسة مالية إسلامية رائدة لها فروع في أربع قارات وأصول تحت إدارتها أكثر من 3.6 مليار دولار أمريكي، وتعمل وفقًا لمبادئ الزكاة المصرفية الإسلامية . شعاره هو «الله هو مورد النجاح».

## نظرة عامة
لدى D MI Trust وحدتين تجاريتين رئيسيتين، تكافل وريتاكافول، للخدمات المصرفية الإسلامية والتأمين الإسلامي / إعادة التأمين على التوالي ؛ هذه تقع في جزر البهاما ولوكسمبورغ والمملكة المتحدة. إدارة الصناديق والخدمات المالية في سويسرا والمغرب، الخدمات المصرفية الاستثمارية في البحرين وباكستان، الخدمات المصرفية التجارية والتجزئة في منطقة الخليج العربي وأجزاء أخرى من العالم. بالإضافة إلى ذلك، تدير D MI Trust مجموعة بنك فيصل الإسلامي من الشركات الاستثمارية التي لها فروع في البحرين ومصر وباكستان وقطر والإمارات العربية المتحدة.

## الموظفين البارزين
- إبراهيم مصطفى كامل - رئيس حتى 17 أكتوبر 1983 ؛ وفقًا لدوغلاس فرح، كان كامل من أوائل الداعمين الماليين للإخوان المسلمين .
- الأمير محمد بن فيصل آل سعود - رئيس مجلس الإدارة بعد عام 1983.
- عمر علي - الرئيس التنفيذي من 1986 إلى 1999.
- عبد الكريم خالد يوسف عبد الله - أصبح رئيسًا عام 2002.
- حيدر محمد بن لادن - عضو B OS